# Генрі Кренк Ендрюс

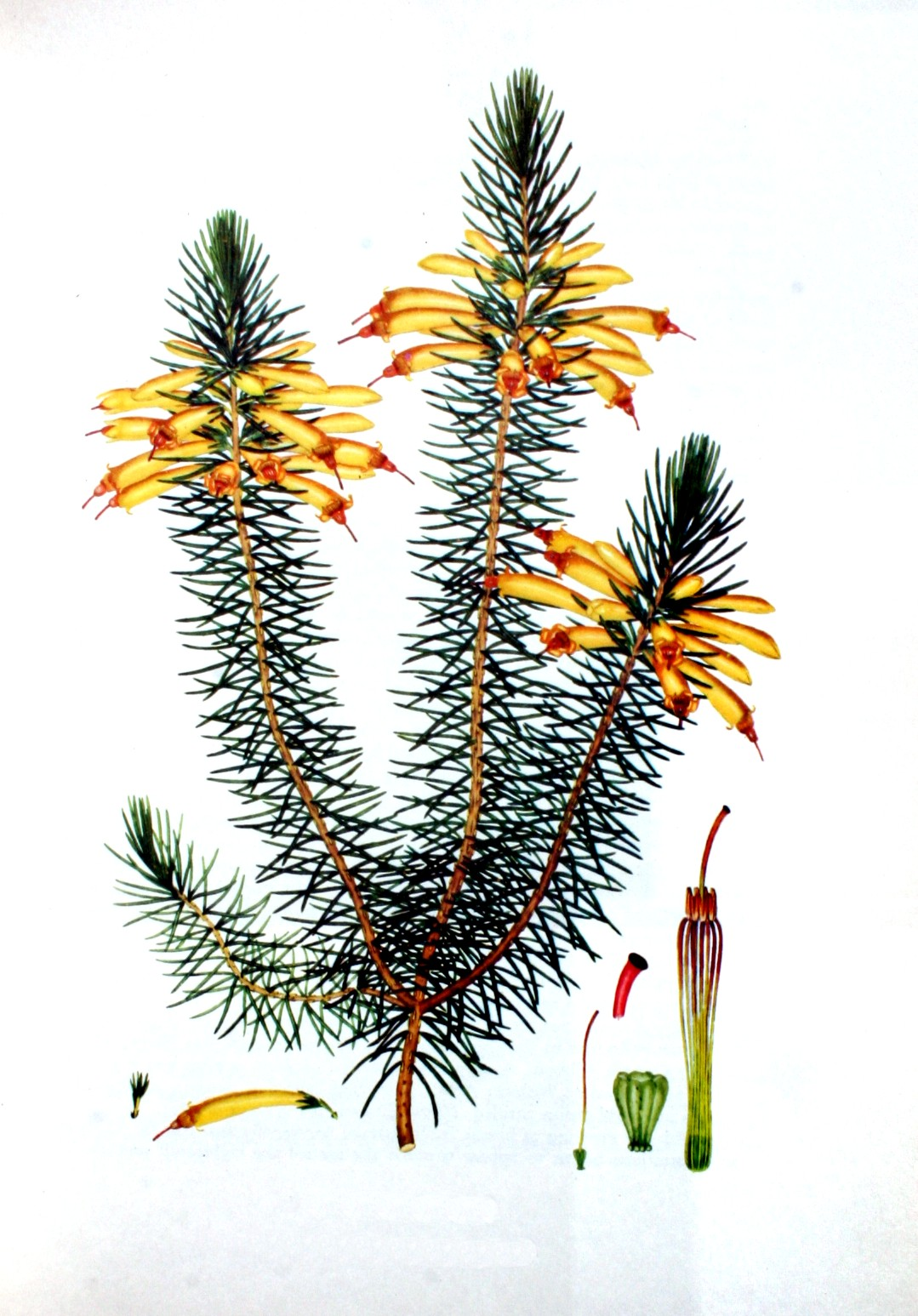
L.f. 1802

Генрі Кренк Ендрюс (бл. 1759—1835, fl. 1794—1830) — англійський ботанік, ботанічний ілюстратор і гравер. Оскільки він завжди публікувався як Henry C. Andrews, і через труднощі з пошуком записів, його часто називали Генрі Чарльзом (англ. Charles) Ендрюсом, доки не було знайдено запис про реєстрацію його шлюбу в 2017 році.
Він жив у Найтсбріджі та був одружений на Енн Кеннеді, доньці Джона Кеннеді з Гаммерсміта, розплідника, який допомагав Ендрюсу в описах рослин, які він ілюстрував.

Він був досвідченим і незвичайним художником-ботаніком, оскільки він був не лише художником, але й гравером, колористом і видавцем своїх книжок у епоху, коли більшість художників працювали лише для малювання пластин. «Botanist's Repository» було його першим виданням; видавався серійно в Лондоні в десяти томах між 1797 і 1812 роками, Repository на півкрони випуск, забезпечував доступні зображення рослин для зростаючої кількості садівників-аматорів у Британії. Це був перший серйозний конкурент видання Kew, Curtis's Botanical Magazine. Можливо, не дивно, що В. Боттінг Хемслі, ботанік, який працював у Kew, критикував якість 664 кольорових пластин Ендрюса в Botanist's Repository:
«Малюнок, як правило, досить гарний, хоча й не дорівнює деяким пізнішим роботам цього художника… Немає жодних претензій надавати будь-який аналіз квітів, але самі вони часто неточні й загалом неадекватні, щоб мати будь-яку ботанічну користь. Описова частина також нерівна, а синоніміка взагалі виключена. Тим не менш, Repository був у певному сенсі вищим за Botanical Magazine того часу, оскільки більшість із зображених рослин були нещодавно інтродуковані».
Основною роботою Ендрюса вважаються його «Кольорові гравюри вересів», опубліковані в чотирьох томах між 1794 і 1830 роками. Він був зосереджений на багатьох видах роду Erica, які були завезені до Великої Британії з Південної Африки на початку та в середині 19 століття, що призвело до того, що було названо «ерікоманією» у британському садівництві.
Повідомляється, що Генрі Ендрюс назвав австралійську квіткову рослину Correa на честь португальського ботаніка та ерудита Хосе Франциско Коррейя да Серра, який жив у вигнанні в Англії з 1795 по 1797 рік і проводив дослідження разом зі своїм спільним колегою Джозефом Бенксом.
Відповідно до тогочасного повідомлення, Ендрюс також викладав малювання з натури та офорт для приватних учнів.

## Публікації
- Репозиторій ботаніків, що містить кольорові гравюри нових і рідкісних рослин (Лондон, 1797—1812; 10 томів)
- Кольорові гравюри Хітса 1794—1830 (4 томи)
- The Heathery 1804—1812 (6 томів)
- Geraniums or A Monograph of the Genus Geranium (London, 1805—1806; 2 t.)
- Троянди 1805—1828